# マカ
マカ（Maca; 学名: Lepidium meyenii）は南米ペルーに植生するアブラナ科の多年生植物。根は薬用ハーブとして使われる。別名 macamaca, maino, ayak chichira, ayak willku。
属名 Lepidium はギリシャ語のLepidionから来ている。その実の形から、小さな鱗片という意味である。
ペルーでは広くマカと呼ばれている植物はSoukup(1970)によれば記録されている物で100種類あり、うち11種類がペルーに自生する。

## 栽培
インカ帝国時代から重要な食物として栽培され、強烈な紫外線と酸性土壌、昼夜の温度差の激しい過酷な自然環境に育つ。土壌の栄養素を満遍なく吸い取るため、一度マカを栽培した土地は数年間不毛になるといわれる。種まきの時期は10 - 11月、収穫は1年後の6 - 7月、収穫後は3か月以上強烈な天日乾燥して刺激性成分のグルコシノレートを減少させてから食用に供される。乾燥したマカの根は7年もの年月の貯蔵に耐えることから、保存食としても用いられる。栽培地はフニン県ボンボン高原など標高4000から5000メートルの高地が適する。

## 利用史
紀元前1600年頃には既に食用とされていた痕跡があり、紀元0年頃から前にすでにアンデス高地で栽培されていたと推定される。 インカ帝国の時代には神からの賜物・特権階級の食べ物として珍重され、滋養食として現地の代表的な家畜であるリャマと少量のマカが取引されていたり戦勝をあげた兵士への褒賞として与えられたという研究もある。スペインによる征服の後にもマカはスペイン人をも含めて珍重され、イエズス会士で博物学者でもあったベルナベ・コポが「他の植物が育たない様な寒くて険しいとこでもマカは育てられている」と記している。更にスペインから持ち込まれた家畜の飼育にもマカが与えられ、このためスペイン当局が原住民に対しマカの貢納を義務付けていた。
独立以降になるとマカの消費が減ることとなり、1980年代には作付面積が史上最低の150ヘクタールまで落ち込み、栽培していた地域もペルーのフニン湖周辺に限られていた。マカを体験したほとんどの人は不快を感じると指摘した科学者もいて酷評されてきたが、1990年代末ごろから女性の更年期障害に効果のある万能薬、さらに天然のバイアグラとして宣伝する販売業者が現れて人気が突然沸騰するようになった。抽出した成分をさまざまな形で希釈して、先進諸国でスーパーマーケットなどで販売されている。現在マカは、原産国であるペルー政府の貴重な外貨獲得資源となっており、マカそのものをペルー国外に持ち出すことは法律で禁止されている。

### 日本への紹介・普及
日本では、1990年に大阪で開催された『国際花と緑の博覧会』でペルー政府が紹介したのが初めてで、アルベルト・フジモリ大統領の後任として「アンデス農業生物資源研究所」の所長である塩田哲夫(ソクラテス・シオタ　秋田大学卒)が博覧会でマカの素晴らしさを伝えていた。その後、1997年11月、当時はペルーの日系法人であったコペルニックス・ジャパン（現在は日本法人でラティーナ）が健康食品としてマカを紹介した。翌年、当時のペルー大統領であったフジモリが来日し、マカを含むペルーの特産品の紹介に努めた。2001年5月10日、TBS『回復!スパスパ人間学』、2003年1月2日、日本テレビ『世界仰天グルメ特捜スペシャル』でマカが紹介され、一般に知られるようになる。統計によると、2003年から2006年にかけて、日本はマカの対輸出国としてアメリカ合衆国についで第2位の座をキープしており、ペルー国内のマカ輸出商社計120社あまりのうち、約40社が日本と取引を行っている。現在は、日本の薬局・ドラッグストア・通信販売等で多くのマカ加工食品が売られている。

## 伝説
スペインがペルーを征服した時、スペイン軍の連れてきた馬が高地の環境に順応できず、交配して子供を作ることなく死んでしまう危機に瀕した際、原住民の勧めでマカの葉を馬に与えたところ馬の繁殖に成功し、結果的にインカ帝国の征服に成功したということが当時のスペインの記録に残されている。

## 根の成分
必須栄養素を多く含み、アンデスで栽培される植物の中でも極めて優れた栄養値を示す。乾燥マカ100gの栄養構成は、炭水化物59g、たんぱく質 10.2g、繊維8.5g、脂質2.2gで、他に大量の必須アミノ酸や、ジャガイモの倍以上の鉄分とカルシウムを含む（1993年ナポリ大学発表資料による）。その他リノール酸、パルミチン酸、オレイン酸といった脂肪酸、ビタミンB群、ミネラル、グルコシノレート等も含有する。

### 成分表
以下、一般的なマカ粉末100gあたりの主要な栄養成分の分析結果を示す。
| 分析項目         |        |
| ---------------- | ------ |
| カルシウム       | 586mg  |
| 鉄               | 11.5mg |
| タンパク質       | 11.3g  |
| 亜鉛             | 7.93mg |
| アミノ酸         |        |
| アラニン         | 0.39g  |
| アルギニン       | 0.61g  |
| アスパラギン酸   | 0.67g  |
| グルタミン酸     | 0.73g  |
| グリシン         | 0.35g  |
| ヒスチジン       | 0.19g  |
| イソロイシン     | 0.28g  |
| ロイシン         | 0.45g  |
| リジン           | 0.31g  |
| メチオニン       | 0.11g  |
| フェニルアラニン | 0.29g  |
| プロリン         | 2.49g  |
| セリン           | 0.33g  |
| トレオニン       | 0.33g  |
| チロシン         | 0.20g  |
| バリン           | 0.39g  |

#### 日本食品分析センター調べ
2001年、Carlos Quiros博士の発表論文「マカの種子、芽、成熟植物および派生市販商品におけるグルコシノレート含有量」によれば、グルコシノレートは乳腺と胃（Wattenberg 1981)肝臓（Sugieほか;Rosaほか1997）の癌阻害剤であることが報告されている。

#### マカにおけるグルコシノレート含有量
| サンプル      | μMOL/G |
| ------------- | ------ |
| 生胚軸        | 25.66  |
| 生葉          | 3.77   |
| 種子          | 69.45  |
| 芽            | 18.5   |
| 乾燥胚軸      | 4.45   |
| 粉末          | 4.06   |
| カプセル(NMW) | 6.67   |
| カプセル(NW)  | 2.57   |
| 錠剤(PN)      | 8.25   |
| 錠剤(MA)      | 3.4    |
| マヨネーズ    | 2.69   |

## 医療用途の可能性
鈴鹿医療科学大学大学院保健衛生学研究科の研究において、更年期障害やストレスからくる若年性更年期障害に対し行われるホルモン補充療法のひとつとして、マカの効果が十分期待できるものと考えられると発表された。
日本農芸化学会の発表（2005年）によれば、マウスの遊泳運動実験の結果、マカ抽出物には持久力向上・抗疲労作用を有することが示唆された。同学会が翌年行った実験では、マウスに高脂肪食とマカ抽出物を並行して与えたところ、マカ抽出物には抗肥満作用を有することが示唆された。他の研究でも、ゼラチン化(糊化)マカ抽出物を使用して研究が行われた。
さらに、2010年に行われた、131人の参加者を対象とした4つの無作為化臨床研究を含むレビューでは、少なくとも6週間の摂取でマカが性欲を改善することが示唆されている。